# Kombinációs kűr szinkronúszás a 2017-es úszó-világbajnokságon
A 2017-es úszó-világbajnokságon a szinkronúszás kombinációs kűr selejtezőjét július 20-án, döntőjét pedig július 22-én rendezték meg a Városligetben.

## Versenynaptár
| Dátum                       | Időpont | Forduló   |
| --------------------------- | ------- | --------- |
| 2017. július 20., csütörtök | 19:00   | Selejtező |
| 2017. július 22., szombat   | 11:00   | Döntő     |

## Érmesek
| Arany | Ezüst | Bronz |
| Kína · Chang Hao · Wang Qianyi · Jin Cseng-hszin (Yin Chengxin) · Wang Liuyi · Yu Lele · Xiao Yanning · Kuo Li (Guo Li) · Liang Hszin-ping (Liang Xinping) · Tang Meng-ni · Feng Yu | Ukrajna · Kseniya Sydorenko · Valeriia Aprielieva · Oleksandra Kashuba · Anna Volosina · Anastasiya Savchuk · Maryna Aleksiiva · Jelizaveta Jahno · Vladyslava Aleksiiva · Yana Nariezhna · Alina Shynkarenko | Japán · Inui Jukiko · Nakamura Mai · Szakiko Akucu · Marumo Kei · Omata Kano · Nakamaki Kanami · Minami Kono · Juka Fukumura · Yuriko Osawa · Asuka Tasaki |

## Eredmény
Zölddel kiemelve a döntőbe jutottak
| Helyezés  | Nemzetiség | Selejtező | Selejtező | Döntő   | Döntő    |
| Helyezés  | Nemzetiség | Pont      | helyezés  | Pont    | Helyezés |
| --------- | ---------- | --------- | --------- | ------- | -------- |
| Aranyérem | CHN        | 95.5333   | 1         | 96.1000 | 1        |
| Ezüstérem | UKR        | 93.1667   | 2         | 94.0000 | 2        |
| Bronzérem | JPN        | 92.9667   | 3         | 93.2000 | 3        |
| 4         | ITA        | 90.7333   | 4         | 91.6667 | 4        |
| 5         | ESP        | 90.2000   | 5         | 90.6667 | 5        |
| 6         | MEX        | 87.5333   | 6         | 88.7333 | 6        |
| 7         | GRE        | 86.0000   | 7         | 87.0000 | 7        |
| 8         | FRA        | 85.3000   | 8         | 85.0667 | 8        |
| 9         | PRK        | 84.3333   | 9         | 84.2000 | 9        |
| 10        | BLR        | 82.3667   | 10        | 83.4000 | 10       |
| 11        | SUI        | 81.7333   | 11        | 82.0333 | 11       |
| 12        | KAZ        | 81.0333   | 12        | 82.0000 | 12       |
| 13        | GER        | 79.1000   | 13        |         |          |
| 14        | UZB        | 76.8333   | 14        |         |          |
| 15        | SVK        | 75.4667   | 15        |         |          |
| 16        | MAC        | 71.0000   | 16        |         |          |